# Colin Hanks
Colin Lewes Hanks (ur. 24 listopada 1977 w Sacramento) – amerykański aktor filmowy, telewizyjny i teatralny.

## Życiorys
Syn aktora Toma Hanksa i producentki Samanthy Lewes. Studiował na Chapman University, następnie przeniósł się na prywatny katolicki Loyola Marymount University.
Pierwszą pracę w branży filmowej otrzymał w 1995, gdy został asystentem producenta Apollo 13, w którym główną rolę grał jego ojciec. Rok później po raz pierwszy zagrał niewielką rolę w Szaleństwach młodości. W 1999 wygrał casting do serialu Roswell: W kręgu tajemnic, wcielając się w jedną z głównych postaci – Alexandra Whitmana. W 2002 otrzymał główną rolę w produkcji kinowej, w Kwaśnych pomarańczach zagrał Shauna Brumdera, próbującego dostać się na studia na Stanford University. Regularnie zaczął od tego czasu pojawiać się w filmach, występując w takich produkcjach jak King Kong, Centralne biuro uwodzenia, Króliczek i inne.
W 2009 zadebiutował na Broadwayu w sztuce 33 Variations u boku Jane Fondy. Grał następnie regularne role w produkcjach telewizyjnych, tj. The Good Guys, Dexter, Burning Love, Fargo czy Scenki z życia.

## Wybrana filmografia
- 1996: Szaleństwa młodości
- 1999–2001: Roswell: W kręgu tajemnic (serial TV)
- 2000: Whatever It Takes
- 2001: Get Over It
- 2001: Kompania braci (miniserial)
- 2002: Kwaśne pomarańcze
- 2003: 11:14
- 2004: Standing Still
- 2004: Życie na fali
- 2005: King Kong
- 2005–2008: Wzór (serial TV)
- 2006: Alone With Her
- 2006: Kostka przeznaczenia
- 2007: Careless
- 2008: Centralne biuro uwodzenia
- 2008: Króliczek
- 2008: Nieuchwytny
- 2008: The Great Buck Howard
- 2008: W.
- 2008: Mad Men (serial TV)
- 2010: The Good Guys (serial TV)
- 2011: Dexter (serial TV)
- 2011: Lucky
- 2012: Burning Love (serial TV)
- 2012: Mama i ja
- 2013: Agenci NCIS (serial TV)
- 2013: Parkland
- 2014: Fargo (serial TV)
- 2015: Scenki z życia
- 2016: Elvis & Nixon
- 2019: Jumanji: Następny poziom
- 2021: Impeachment: American Crime Story (serial TV)
- 2022: The Offer (serial TV)[4]